# Янг, Энн Сьюэлл
Энн Сьюэлл Янг (англ. Anne Sewell Young, 2 января 1871 — 15 августа 1961) — американский астроном. В течение 37 лет была профессором астрономии в колледже Маунт-Холиок (Массачусетс).

## Биография
Энн родилась в Блумингтоне в 1871 г. в семье преподобного Альберта Адамса Янга и Мэри Сьюэлл. Её дядей был американский астроном Чарльз Янг.
В 1882 г. Энн получила степень бакалавра в Карлтонском колледже, затем 3 года преподавала математику в Колледже Уитмана (Уолла-Уолла, штат Вашингтон), а в 1897 г. получила степень магистра.
Энн начала работать в колледже Маунт-Холиок в 1898 г. Её назначили директором обсерватории Джона Уиллистона, где она вела наблюдения за солнечными пятнами. Она организовывала занятия для студентов, а в 1925 г. организовала экспедицию в Коннектикут для наблюдения за полным солнечным затмением 24 января.
Энн Янг интересовалась переменными звёздами, вела переписку с астрономом Эдуардом Пикерингом, директором Гарвардской обсерватории. Она была одной из 8 основательниц Американской ассоциации наблюдателей переменных звёзд, внесла в перечень переменных звёзд 6500 объектов. В 1923 г. её выбрали президентом Ассоциации.
В 1922 г. Энн Янг была выбрана в Королевское астрономическое общество.
В 1929 г. Энн Янг идентифицировала комету 31P/Швассмана — Вахмана с объектом, ранее ошибочно считавшимся малой планетой «Aделаида» ((1171) Руставелия).
Ушла на пенсию в 1936 г., на посту директора Уиллистонской обсерватории её сменила Элис Холл Фарнсворт.
Скончалась в 1961 г. в Клермонте (Калифорния). Некролог Энн Янг написала американский астроном Хелен Хогг.